# Deir al-Asafir
Deir al-Asafir (Arabisch: دير العصافير) is een dorp in Zuid-Syrië. De plaats maakt deel uit van het district Markaz Rif Dimashq en telt 6209 inwoners.